# SN 1968Z
SN 1968Z – niepotwierdzona supernowa odkryta we wrześniu 1968 roku w galaktyce NGC 7768. W momencie odkrycia miała maksymalną jasność 17,90m.